# Département de San Martín (San Juan)
Pour les articles homonymes, voir Département de San Martín.
Le département de San Martín est une des 19 subdivisions de la province de San Juan, en Argentine. Son chef-lieu est la ville de Villa San Martín.
Le département a une superficie de 435 km2. Sa population s'élevait à 10 140 habitants au recensement de 2001.

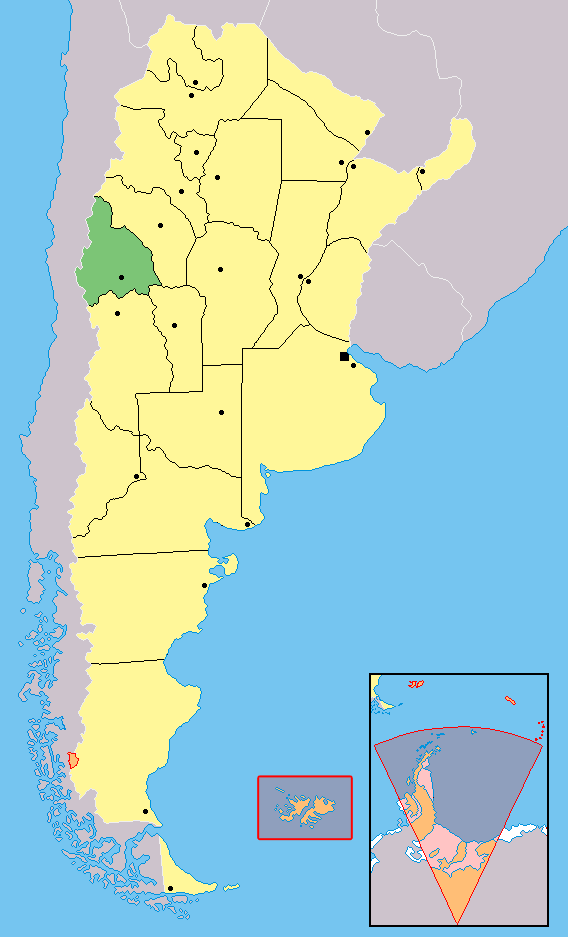
Localisation de la province de San Juan en Argentine